# Ernst Adams
Ernst Adams (* 30. Oktober 1890 in Düsseldorf; † 19. März 1973 in Bernkastel-Kues) war ein deutscher Politiker (CDU). Er war von 1951 bis 1963 Mitglied des Landtags von Rheinland-Pfalz.

## Leben
Nach dem Besuch der Höheren Schule in Berlin und einer kaufmännischen Ausbildung studierte er an den Universitäten in Berlin und Würzburg. 1914 promovierte er zum Dr. rer. pol. Als Leutnant der Reserve kehrte er aus dem Ersten Weltkrieg zurück und war 1919 wissenschaftlicher
Mitarbeiter im Preußischen Statistischen Landesamt Berlin. 1920 bis 1927 hatte er leitende Positionen in Industrie- und Handelsfirmen inne. 1927 wurde er Verkaufsleiter der Seitzwerke in Bad Kreuznach. Nach dem Zweiten Weltkrieg lebte er als Weingutsbesitzer des St. Johannishofes in Bernkastel.

## Politik
1934 trat er der DAF und NSV und 1940 der NSDAP bei. 1951 wurde er Mitglied der CDU. Für diese war er 1952 bis 1963 Mitglied des Kreistags und des Kreisausschusses Bernkastel. In der 2. bis 4. Wahlperiode war er Mitglied des Rheinland-Pfälzischen Landtags. Im Landtag war er in der 2. Wahlperiode Mitglied im Agrarpolitischen Ausschuss, Rechts- und Geschäftsordnungsausschuss und Weinbau- und Weinwirtschaftsausschuss. In der 3. und 4. Wahlperiode gehörte er dem Weinbau- und Weinwirtschaftsausschuss und dem Wirtschafts- und Wiederaufbauausschuss an.
Er war Mitglied der Landwirtschaftskammer Rheinland-Nassau, Mitglied des Vorstandes des Weinbauverbands Mosel-Saar-Ruwer und des Deutschen Weinbauverbands.

## Ehrungen
- Bundesverdienstkreuz 1. Klasse

## Werke
- Die natürlichen und wirtschaftlichen Grundlagen des deutschen Eisenexports unter besonderer Berücksichtigung der Preisgestaltung der Walzwerkerzeugnisse auf dem Weltmarkte, Diss., Würzburg 1919